# Labena grallator
Labena grallator är en stekelart som först beskrevs av Thomas Say 1835.  Labena grallator ingår i släktet Labena och familjen brokparasitsteklar. Inga underarter finns listade i Catalogue of Life.